# Walters (Minnesota)
Walters és una població dels Estats Units a l'estat de Minnesota. Segons el cens del 2000 tenia 88 habitants.

## Demografia
Segons el cens del 2000, Walters tenia 88 habitants, 34 habitatges, i 24 famílies. La densitat de població era de 169,9 habitants per km².
Dels 34 habitatges en un 38,2% hi vivien nens de menys de 18 anys, en un 50% hi vivien parelles casades, en un 14,7% dones solteres, i en un 26,5% no eren unitats familiars. En el 20,6% dels habitatges hi vivien persones soles el 14,7% de les quals corresponia a persones de 65 anys o més que vivien soles. El nombre mitjà de persones vivint en cada habitatge era de 2,59 i el nombre mitjà de persones que vivien en cada família era de 2,88.
Per edats la població es repartia de la següent manera: un 33% tenia menys de 18 anys, un 3,4% entre 18 i 24, un 21,6% entre 25 i 44, un 25% de 45 a 60 i un 17% 65 anys o més.
L'edat mediana era de 36 anys. Per cada 100 dones de 18 o més anys hi havia 78,8 homes.
La renda mediana per habitatge era de 28.750 $ i la renda mediana per família de 26.563 $. Els homes tenien una renda mediana de 21.250 $ mentre que les dones 20.000 $. La renda per capita de la població era de 10.472 $. Entorn del 17,4% de les famílies i el 22,9% de la població estaven per davall del llindar de pobresa.

## Poblacions més properes
El següent diagrama mostra les poblacions més properes.